# 랑코호

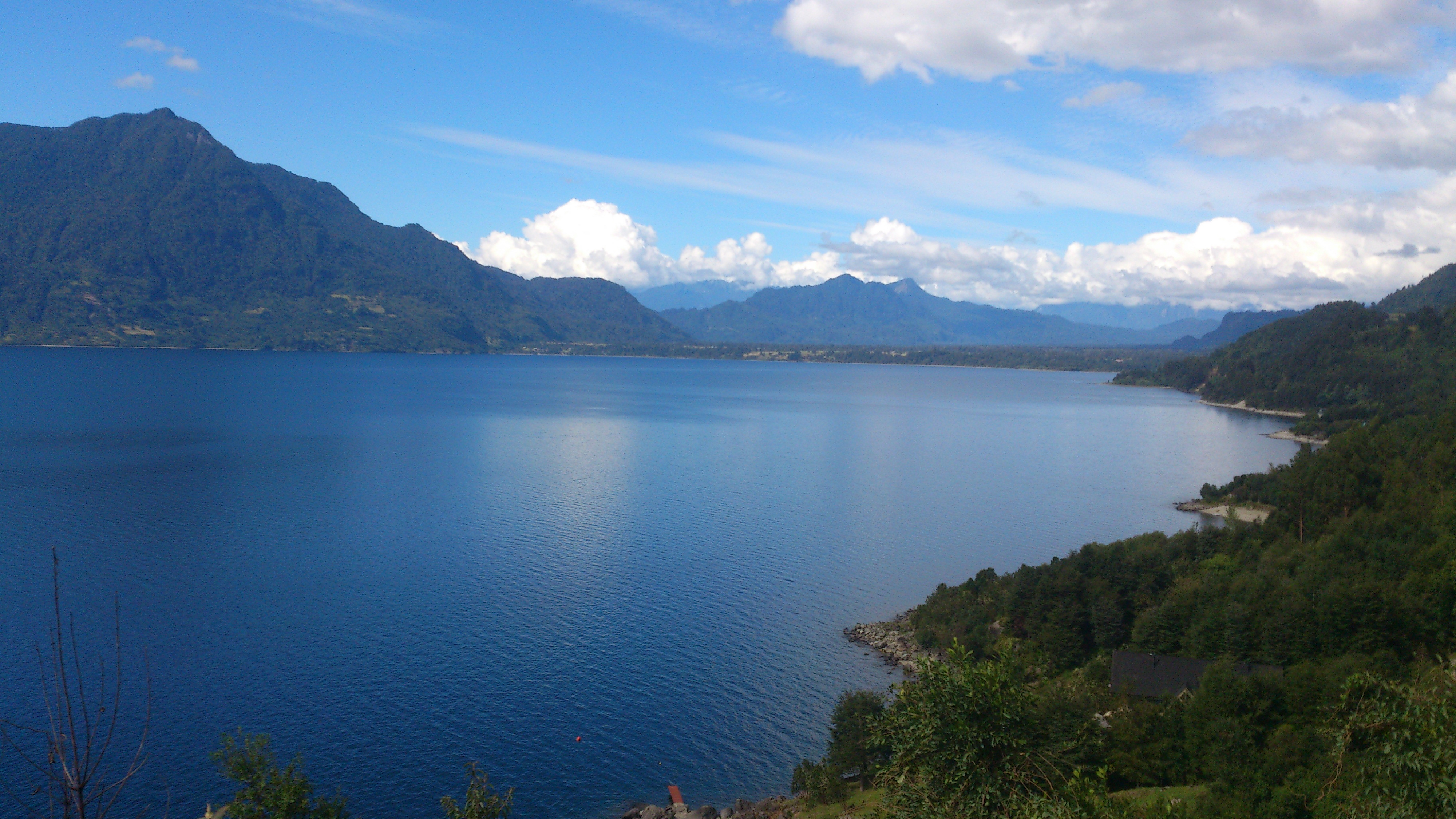

랑코호(스페인어: Lago Ranco)는 칠레 로스리오스주 (칠레)의 랑코현에 위치하고 있다. 면적이 442km2에 달하는 이 호수는 로스리오스 지역에서 가장 큰 호수이자 칠레에서 네 번째로 큰 호수이다. 약 25개의 섬으로 이루어져 있지만 현재 사람이 거주하는 곳은 4개뿐이다.
호수는 스포츠 낚시로 유명하며 라 피에드라 메사(La Piedra Mesa) 및 닐라후에(Nilahue) 폭포와 같은 명소를 제공한다. 코이케 해변(Coique Beach)과 같은 인기 명소는 주민과 방문객 모두를 매료시킨다. 1941년에 설립된 라고랑코 (칠레)(Lago Ranco) 마을은 자생 식물이 풍부한다. 그 이름은 "파도가 있는 물"을 의미하는 마푸체어에서 유래되었다. 약 30개의 원주민 공동체가 해안을 따라 살고 있다.